# ヤマモトショウ
ヤマモトショウ（1988年2月19日 - ）は、日本のソングライター、編曲家、アイドルグループ「fishbowl」プロデューサー。静岡県出身。

## 概要
静岡県立清水東高等学校（理数科）、東京大学教養学部理科一類、東京大学理学部数学科を経て、東京大学文学部思想文化学科哲学専修課程を卒業。バンドふぇのたすとしてデビュー。同バンドではギター、作詞作曲を担当した。解散後よりソングライターとして活動を始める。
本格的にバンドを始めたのは大学3年の時。当時のライブハウスで自分のバンドの客は10人ほどしかいなかったのに対して、同じ会場のアイドルの方で多くの客が集まり金も回っているのを目の当たりにし、アイドルのように魅せる方法を模索し始める。
作詞家となったきっかけは、バンドのボーカルが書くよりも自分が書いた方が良いものが生まれると思ったことから。ふぇのたすで全ての曲の作詞作曲を行う中で、他のアーティストに作詞や作曲の提供をするようになる。また、SOROR（そろる）名義でソロ活動も行っている。

## 楽曲提供
※ふぇのたす＆fishbowlの作品については「ふぇのたす」「fishbowl」の項を参照
| 発売日         | タイトル                                       | アーティスト                                                   | 担当           |
| -------------- | ---------------------------------------------- | -------------------------------------------------------------- | -------------- |
| 2014年2月5日   | ガールズ・レテル・トーク                       | ナンバタタン                                                   | 作詞 作曲 編曲 |
| 2014年2月26日  | ぜんぜん                                       | 寺嶋由芙                                                       | 作詞 作曲      |
| 2014年9月3日   | きみきりみ                                     | KIRIMIちゃん.                                                  | 作詞 作曲 編曲 |
| 2014年12月17日 | ねらいうち                                     | 寺嶋由芙                                                       | 作詞 作曲      |
| 2015年6月18日  | 耳の中へ                                       | イヤホンズ                                                     | 作曲 編曲      |
| 2016年3月2日   | re:10                                          | タルトタタン                                                   | 作詞 作曲 編曲 |
| 2016年3月2日   | Girl                                           | 石川葵（タルトタタン）                                         | 作詞 作曲 編曲 |
| 2016年3月2日   | 雨と涙と乙女とたい焼き                         | 乙女新党                                                       | 編曲           |
| 2016年5月15日  | パラドックスがたりない                         | フィロソフィーのダンス                                         | 作詞 作曲      |
| 2016年5月18日  | Charlotte is Back                              | シャルロット・ラバーズ                                         | 作詞 作曲      |
| 2016年6月8日   | Laboratory                                     | Labit room                                                     | 編曲           |
| 2016年7月27日  | SUMMER OF LOVE e.p.                            | 宮本毅尚                                                       | 編曲           |
| 2016年8月3日   | とびきりのおしゃれして別れ話を                 | SHE IS SUMMER                                                  | 作詞           |
| 2016年9月16日  | KAKIで今夜はパーティ!!                         | DJみそしるとMCごはん                                           | 作詞 作曲 編曲 |
| 2016年9月21日  | まだまだ                                       | 寺嶋由芙                                                       | 作詞 作曲      |
| 2016年9月21日  | バックアップ                                   | コレサワ                                                       | 編曲           |
| 2016年9月22日  | キラキラキライ                                 | ナナヲアカリ                                                   | 編曲           |
| 2016年10月3日  | どっちもどっち                                 | うそつき・トマト                                               | 作詞 作曲 編曲 |
| 2016年10月9日  | わんちゃんあるじゃん                           | わんちゃんズ                                                   | 作詞           |
| 2016年11月23日 | FUNKY BUT CHIC                                 | フィロソフィーのダンス                                         | 作詞           |
| 2017年3月1日   | アイラブユーはまだおあずけ                     | HR                                                             | 作詞 作曲 編曲 |
| 2017年3月15日  | コミュニケイション・バリア                     | 大森靖子                                                       | 作曲 編曲      |
| 2017年3月22日  | みどりの黒髪                                   | 寺嶋由芙                                                       | 作詞 作曲      |
| 2017年4月11日  | PLAY UNIFORM TENNIS                            | けやき坂46                                                     | 作詞 作曲 編曲 |
| 2017年4月19日  | present                                        | MINT mate box                                                  | 作詞 作曲 編曲 |
| 2017年6月7日   | 出会ってから付き合うまでのあの感じ             | SHE IS SUMMER                                                  | 作詞           |
| 2017年6月14日  | 恋はアバンチュール                             | chay                                                           | 作詞           |
| 2017年6月21日  | びびび美少女                                   | ばってん少女隊                                                 | 作詞 作曲      |
| 2017年9月5日   | 夏の夜は短すぎるけど…                          | 虹のコンキスタドール                                           | 作詞 編曲      |
| 2017年11月8日  | 待ち合わせは君のいる神泉で                     | SHE IS SUMMER                                                  | 作詞           |
| 2017年11月8日  | 世界で一番かわいい君へ                         | 寺嶋由芙                                                       | 作詞           |
| 2017年11月15日 | およげ!たいやきあんこちゃん                    | つりビット                                                     | 編曲           |
| 2017年11月22日 | THE FOUNDER                                    | フィロソフィーのダンス                                         | 作詞           |
| 2017年12月28日 | GREEN IS POP                                   | 緑だってはじけ隊                                               | 作詞 作曲 編曲 |
| 2018年1月24日  | フラミンゴディスコ                             | 渕上舞                                                         | 作詞 作曲 編曲 |
| 2018年2月7日   | 名のないペンギン空を飛べ                       | ましのみ                                                       | 編曲           |
| 2018年2月7日   | エゴサーチで幸あれエブリデイ                   | ましのみ                                                       | 編曲           |
| 2018年2月7日   | beside                                         | MINT mate box                                                  | 作詞 作曲 編曲 |
| 2018年4月25日  | 君より大人                                     | 寺嶋由芙                                                       | 作詞           |
| 2018年5月9日   | bye bye bye                                    | ばってん少女隊                                                 | 作詞 作曲 編曲 |
| 2018年5月27日  | リセットボタン                                 | APOKALIPPPS                                                    | 作詞           |
| 2018年6月24日  | クリーンブレイク                               | APOKALIPPPS                                                    | 作詞           |
| 2018年8月15日  | ふたりの羽根                                   | YURiKA                                                         | 作詞 編曲      |
| 2018年8月29日  | もう行かなくちゃ                               | はやぶさ                                                       | 作曲 編曲      |
| 2018年8月31日  | イッツ・マイ・ターン                           | フィロソフィーのダンス                                         | 作詞           |
| 2018年8月31日  | ライブ・ライフ                                 | フィロソフィーのダンス                                         | 作詞           |
| 2018年9月5日   | まわるまわるまわる                             | 桜エビ〜ず                                                     | 作詞           |
| 2018年10月3日  | ideal                                          | MINT mate box                                                  | 作詞 作曲 編曲 |
| 2018年11月17日 | I'll be back                                   | ReLIeF                                                         | 作詞 作曲 編曲 |
| 2018年11月26日 | Sweet Tips                                     | スターオーシャン:アナムネシス                                  | 作詞           |
| 2018年12月14日 | ヒューリスティック・シティ                     | フィロソフィーのダンス                                         | 作詞           |
| 2019年1月31日  | 帰れない!                                      | 桜エビ〜ず                                                     | 作詞           |
| 2019年2月22日  | 君をピカソの目でみたら                         | SHE IS SUMMER                                                  | 作詞           |
| 2019年3月14日  | スーパーヴィーニエンス                         | フィロソフィーのダンス                                         | 作詞           |
| 2019年3月22日  | エクセルシオール                               | フィロソフィーのダンス                                         | 作詞           |
| 2019年4月3日   | Highlight                                      | MINT mate box                                                  | 作詞 作曲 編曲 |
| 2019年4月10日  | インスタントラブ                               | 中村千尋                                                       | 作詞 作曲 編曲 |
| 2019年4月10日  | 下心スケルトン                                 | 中村千尋                                                       | 作詞 作曲 編曲 |
| 2019年5月15日  | MIRACLE FOOD                                   | SHE IS SUMMER                                                  | 作詞           |
| 2019年5月31日  | さいしょのさいしょ                             | 桜エビ〜ず                                                     | 作詞           |
| 2019年7月17日  | まるいち                                       | かなまる                                                       | 作詞 作曲 編曲 |
| 2019年9月18日  | 君も好きだったんだね、夏                       | 寺嶋由芙                                                       | 作詞           |
| 2019年9月27日  | ダンス・オア・ダンス                           | フィロソフィーのダンス                                         | 作詞           |
| 2019年10月3日  | can't go back summer                           | 桜エビ〜ず                                                     | 作詞           |
| 2019年11月18日 | シスター                                       | フィロソフィーのダンス                                         | 作詞           |
| 2020年2月26日  | 唯想∽ユートピア                                | 煌めき☆アンフォレント                                          | 作詞 編曲      |
| 2020年3月6日   | SAPIOSEXUAL                                    | フィロソフィーのダンス                                         | 作詞 作曲 編曲 |
| 2020年4月8日   | 綺麗にきみをあいしてたい                       | SHE IS SUMMER                                                  | 作詞           |
| 2020年5月27日  | いたいあまいキス                               | simpαtix                                                       | 作詞 作曲 編曲 |
| 2020年5月27日  | すき、いまあいたい                             | simpαtix                                                       | 作詞 作曲 編曲 |
| 2020年6月17日  | ワンルームマジック                             | 虹のコンキスタドール                                           | 作詞 作曲 編曲 |
| 2020年6月19日  | ベジタブル・ラブ E.P.                          | うそつき・トマト                                               | 作詞 作曲      |
| 2020年6月21日  | ありがとーと                                   | ばってん少女隊                                                 | 作詞           |
| 2020年6月24日  | 恋、いちばんめ                                 | ukka                                                           | 作詞 作曲      |
| 2020年8月5日   | ベイビー♡ベイビー                              | ねもぺろ from でんぱ組.inc                                     | 作曲 編曲      |
| 2020年8月12日  | もうわたしを好きになってる君へ                 | リルネード                                                     | 作詞 作曲 編曲 |
| 2020年10月28日 | 花束                                           | chay                                                           | 作詞           |
| 2020年11月18日 | ドーナツ                                       | SHE IS SUMMER                                                  | 作詞           |
| 2021年2月16日  | フォークソング                                 | リルネード                                                     | 作詞 作曲 編曲 |
| 2021年2月22日  | 一度も会ったことないのに好きだよって変かな     | アイドルプロジェクト・オンライン                               | 作詞 作曲 編曲 |
| 2021年3月24日  | sloppy girl                                    | SHE IS SUMMER                                                  | 作曲 編曲      |
| 2021年6月9日   | 梅色                                           | 梅澤美波（乃木坂46）                                           | 作詞 作曲 編曲 |
| 2021年7月14日  | 雨上がり、虹はかかる                           | 虹のコンキスタドール                                           | 作曲           |
| 2022年3月16日  | ラブ＊ソング                                   | 寺嶋由芙                                                       | 作詞           |
| 2022年4月10日  | サルネ!                                        | リルネード                                                     | 作詞 作曲 編曲 |
| 2022年4月29日  | わたしの一番かわいいところ                     | FRUITS ZIPPER                                                  | 作詞 作曲 編曲 |
| 2022年5月10日  | レビュープレビュー                             | SANDAL TELEPHONE                                               | 作詞           |
| 2022年5月31日  | いまさらだけど、恋しませんか？                 | クマリデパート                                                 | 作詞 作曲 編曲 |
| 2022年6月12日  | WITH THE RAINBOW                               | CIRGO GRINCO                                                   | 作詞           |
| 2022年7月30日  | Last of Z                                      | CIRGO GRINCO                                                   | 作詞           |
| 2022年9月11日  | ティーンエイジ                                 | リルネード                                                     | 作詞 作曲 編曲 |
| 2022年11月4日  | パーティ!                                      | #ババババンビ                                                  | 作詞 作曲 編曲 |
| 2023年2月1日   | ハピチョコ                                     | FRUITS ZIPPER                                                  | 作詞 作曲 編曲 |
| 2023年2月1日   | 六花                                           | タイトル未定                                                   | 作詞 作曲 編曲 |
| 2023年2月22日  | 好きな人の好きな人                             | アップアップガールズ（2）                                      | 作詞 作曲 編曲 |
| 2023年5月3日   | kyo-do?                                        | 私立恵比寿中学                                                 | 作詞 作曲 編曲 |
| 2023年5月4日   | 超めでたいソング 〜こんなに幸せでいいのかな?〜 | FRUITS ZIPPER                                                  | 作詞           |
| 2023年6月21日  | イッき♡いっぱつ                                | でんぱ組.inc                                                   | 作曲 編曲      |
| 2023年7月30日  | ベイビーフェイス                               | アップアップガールズ（プロレス）                               | 作詞 作曲 編曲 |
| 2023年8月16日  | WeTube ～夏やろうの夏～                        | TUBE                                                           | 作詞           |
| 2023年9月1日   | がんばっちゃってもいいよ                       | BABY-CRAYON〜1361〜                                            | 作詞 作曲 編曲 |
| 2023年9月20日  | 君のこと好きなのバレてます!?                   | 虹のコンキスタドール                                           | 作詞 作曲 編曲 |
| 2023年9月27日  | くゆりゆく                                     | 月刊PAM                                                        | 作詞 作曲 編曲 |
| 2023年10月4日  | ぷりぷり                                       | 豆柴の大群                                                     | 作詞 作曲 編曲 |
| 2023年10月4日  | CO-個性                                        | FRUITS ZIPPER                                                  | 作詞 作曲 編曲 |
| 2023年10月16日 | めっちゃちっちゃらぶ                           | Peel the Apple                                                 | 作詞 作曲 編曲 |
| 2023年11月22日 | きゅるりんしてみて                             | きゅるりんってしてみて                                         | 作詞 作曲 編曲 |
| 2023年12月3日  | おとなりさん                                   | TEAM SHACHI                                                    | 作詞 作曲 編曲 |
| 2023年12月18日 | 明日、告白されそうです                         | 衛星とカラテア                                                 | 作詞 作曲 編曲 |
| 2024年1月17日  | キワメテカワイイ                               | 七海うらら                                                     | 作詞 作曲 編曲 |
| 2024年2月1日   | やぶれかぶれラブレター                         | スターチスのラブレター                                         | 作詞 作曲 編曲 |
| 2024年2月14日  | 記念日                                         | タイトル未定                                                   | 作詞 作曲 編曲 |
| 2024年2月16日  | いうこと聞きます                               | aideal                                                         | 作詞 作曲 編曲 |
| 2024年3月22日  | NEW KAWAII                                     | FRUITS ZIPPER                                                  | 作詞 作曲 編曲 |
| 2024年5月20日  | やわいむじゅん                                 | Merry BAD TUNE.                                                | 作詞 作曲 編曲 |
| 2024年6月10日  | とびきりだれより夏っぽいこと                   | SUPER☆GiRLS                                                    | 作詞 作曲 編曲 |
| 2024年8月7日   | 真夏のじゅもん                                 | TUBE × DAPUMP                                                  | 作詞 編曲      |
| 2024年8月12日  | わたしを甘やかすなら                           | 雪花ラミィ                                                     | 作詞 作曲 編曲 |
| 2024年8月17日  | 推しってほんと                                 | アイドルマスター ミリオンライブ！シアターデイズ                | 作詞 作曲      |
| 2024年8月19日  | この夏、好きになればいい                       | なみだ色の消しごむ                                             | 編曲           |
| 2024年8月21日  | もしかしてもしかする                           | 麻倉もも                                                       | 作詞 作曲 編曲 |
| 2024年9月17日  | おばけたちのパレード                           | ReLIT                                                          | 作曲 編曲      |
| 2024年9月18日  | フルーツバスケット                             | FRUITS ZIPPER                                                  | 作詞 作曲 編曲 |
| 2024年9月23日  | 超距離恋愛                                     | 虹のコンキスタドール                                           | 作詞 作曲 編曲 |
| 2024年10月23日 | やりなおしデート                               | #ババババンビ                                                  | 作詞 作曲 編曲 |
| 2024年11月20日 | 浮気したらあかんで                             | コレサワ                                                       | 編曲           |
| 2024年11月27日 | かわいいから好きなの?                          | iiidolll                                                       | 作詞 作曲 編曲 |
| 2024年12月6日  | どうせ                                         | 電音部                                                         | 作詞 作曲 編曲 |
| 2025年1月17日  | かがみ                                         | FRUITS ZIPPER                                                  | 作詞 作曲 編曲 |
| 2025年2月5日   | AI SEE CHAT                                    | 最終未来少女                                                   | 作詞 作曲 編曲 |
| 2025年2月12日  | 好き、お願い                                   | FRUITS ZIPPER                                                  | 作詞           |
| 2025年2月26日  | わーるどすたんだーど                           | わーすた                                                       | 作詞 作曲      |
| 2025年2月28日  | 君のお顔になりたいの                           | きゅるりんってしてみて                                         | 作詞 作曲 編曲 |
| 2025年3月5日   | ももいろほっぺ                                 | ながたまや、秋元杏月、みもも（おかあさんといっしょ）           | 作詞 作曲 編曲 |
| 2025年3月5日   | Bad girls go everywhere                        | 寺嶋由芙                                                       | 作曲           |
| 2025年3月12日  | DCB                                            | Devil ANTHEM.                                                  | 作詞 作曲 編曲 |
| 2025年6月3日   | さん                                           | FRUITS ZIPPER                                                  | 作詞           |
| 2025年6月11日  | PLEASE THREE TIMES                             | 最終未来少女                                                   | 作詞 作曲 編曲 |
| 2025年6月25日  | あざといんふるえんさー                         | うりゃしましゃかたせん                                         | 作詞 作曲      |
| 2025年8月6日   | ボン！とうまれたぼくたちは                     | 花田ゆういちろう、佐久本和夢、ルチータ（おかあさんといっしょ） | 作詞 作曲 編曲 |
| 2025年8月15日  | Magic♡Happy                                    | 小倉唯                                                         | 作詞 作曲      |

## 書籍
- そしてレコードはまわる（2024年2月21日 - 幻冬舎）[6]
- ショウ年マンガ〜音楽家ヤマモトショウの自由研究〜（『別冊少年マガジン』2025年9月号[7] - ） - エッセイ連載[7]